# Лютербах
Лютербах (нім. Luterbach) — громада  в Швейцарії в кантоні Золотурн, округ Вассерамт.

## Географія
Громада розташована на відстані близько 32 км на північ від Берна, 4 км на схід від Золотурна.
Лютербах має площу 4,5 км², з яких на 34,3% дозволяється будівництво (житлове та будівництво доріг), 35,8% використовуються в сільськогосподарських цілях, 26,2% зайнято лісами, 3,7% не є продуктивними (річки, льодовики або гори).

## Демографія
2019 року в громаді мешкало 3488 осіб (+5,9% порівняно з 2010 роком), іноземців було 19,3%. Густота населення становила 772 осіб/км².
За віковим діапазоном населення розподілялося таким чином: 18,5% — особи молодші 20 років, 59,4% — особи у віці 20—64 років, 22,1% — особи у віці 65 років та старші. Було 1597 помешкань (у середньому 2,2 особи в помешканні).
Із загальної кількості 1270 працюючих 14 було зайнятих в первинному секторі, 278 — в обробній промисловості, 978 — в галузі послуг.